# Auguste de Marmont
Auguste Frédéric Louis Viesse de Marmont, född 20 juli 1774 i Châtillon-sur-Seine, död 22 mars 1852 i Venedig, var en fransk militär, utnämnd till hertig av Ragusa 1808 och marskalk av Frankrike 1809.

## Franska revolutionskrigen
Marmont blev officer vid artilleriet 1790. Vid belägringen av Toulon 1793 gjorde han Napoleon Bonapartes bekantskap, varefter han 1795 tillhörde Rhen-armén, 1796 deltog i fälttåget i Italien som adjutant hos Bonaparte och 1797 stod under Victors befäl i Rom. 1798–1799 deltog han som brigadgeneral i expeditionen till Egypten och var därunder flera månader guvernör i Alexandria. 1800 förde han befälet över artilleriet i slaget vid Marengo, återvände som divisionsgeneral till Paris och lyckades ge artilleriet ganska grundlig ombildning.

## Napoleonkrigen
Som chef för 2:a armékåren tog han del i 1805 års krig med Österrike, sändes efter striderna vid Ulm först till Steiermark och sedermera till Friuli och fick i juli 1806 befälet i Dalmatien och var till 1809 guvernör i Ragusa (Dubrovnik). Han bekämpade ryssarna och vårdade sig om landet genom anläggning av vägar och erhöll till belöning därför 1808 titeln hertig av Ragusa. Efter Napoleons första segrar i 1809 års krig med Österrike lämnade Marmont med en nybildad armékår Dalmatien och kom till huvudarmén i tid för att hinna delta i slaget vid Wagram 6 juli. Därefter förföljde han fienden och kämpade vid Znaim 11 juli, vilket var den strid som gav honom marskalktiteln.
Efter att sedermera med skicklighet ha skött styrelsen i Illyriska provinserna skickades Marmont i maj 1811 till Portugal. Där övertog han efter Masséna befälet över den franska armén, som var slagen och i ett bedrövligt tillstånd, och besegrades av Wellington i slaget vid Salamanca 22 juli 1812.
I mars 1813 fick han befälet över den vid Hanau sammandragna 6:e armékåren, deltog med denna i slaget vid Lützen 2 maj, besatte Dresden och deltog i slaget vid Bautzen 20–21 maj. Marmont rådde Napoleon efter det 4 juni ingångna stilleståndets utlöpande till ett infall i Böhmen, tog del i slaget vid Dresden 26–27 augusti, stod därefter i reserv och uthärdade med svårighet i kampen mot Blücher vid Möckern 16 oktober, och var därefter med i slaget vid Leipzig.
Under fälttåget i Frankrike 1814 var han en av huvudpersonerna och hade särskilt till uppgift att uppehålla den schlesiska armén medan Napoleon kämpade mot den bömiska. I slaget utanför Paris 30 mars förde han jämte Mortier befälet och slöt med de förbundna monarkerna det fördrag som överlämnade huvudstaden åt fienden. Han övergav Napoleon och överlämnade på förrädiskt sätt en del av dennes trupper i fiendens våld. Då Napoleon i mars 1815 återkom till Frankrike rådde Marmont Ludvig XVIII, som 1814 utnämnt honom till pär, att försvara sig mot Napoleon i Tuilerierna och följde senare kungen till Gent.

## Julirevolutionen och resor i Europa
1830 anförde Marmont trupperna i Paris och bekämpade julirevolutionen, till dess dauphin övertog befälet, varefter han följde kung Karl X till England. Under de närmast följande åren befann Marmont sig mest på resor och var sedermera bosatt i Wien och Venedig.
1845 utgav han arbetet Esprit des institutions militaires, i svensk översättning utgiven 1847 under titeln Krigsväsendets grunddrag. Hans Mémoires utgavs i nio band 1856–1857, är ofta opålitliga och har varit utsatta för angrepp.